# Burkina Faso en los Juegos Paralímpicos de Atlanta 1996
Burkina Faso estuvo representada en los Juegos Paralímpicos de Atlanta 1996 por tres deportistas masculinos. El equipo paralímpico burkinés no obtuvo ninguna medalla en estos Juegos.